# Bologneserute
Eine Bologneserute ist eine spezielle Angelrute. Sie entspricht einer verlängerten Stipp- bzw. Kopfrute. Allerdings besitzt sie hochabstehende Schnurlaufringe und einen Rollenhalter für eine Stationärrolle. Die Länge dieser Rute liegt bei fünf bis acht Metern.
Haupteinsatzgebiet einer Bologneser ist das Befischen breiter Fließgewässer auf größere Distanz. Durch ihre Länge und die entsprechend größere Schnuraufnahme erlaubt sie auf mittleren Distanz eine sehr kontrollierte, aktive Posenführung. Eine Bolognese-Pose kann mit von der Wasseroberfläche abgehobener Schnur durch die aktive Posenführung auf eine deutlich längere Strecke in der Futterspur gehalten werden, wodurch sich die Aussicht auf einen Fang erhöht.
Der Vorzug dieser Rute ist, dass man analog einer Stipprute angeln kann, jedoch bei schwereren und kampfstarken Fischen direkt mit der Rollenbremse auf Fluchten reagieren kann. Bei einer herkömmlichen Stipprute wird hier ein innenliegendes Gummi zur Abfederung benötigt.
Des Weiteren kann man eine bevorzugte Angeldistanz direkt und flexibel wählen. Das heißt, man kann die komplette Montage mit der Strömung weiter abtreiben lassen oder verkürzt direkt unter der Rute fischen.